# 李桥镇 (北京市)
李桥镇 是中国北京市顺义区下辖的一个镇。位于顺义区最南端，东邻潮白河，南与通州接壤，西侧紧邻北京首都国际机场东跑道，距北京市区20千米，北距顺义城区6千米。

## 历史沿革
中华民国初年该镇为顺义县下辖第四区。抗日战争期间曾属三河、通县、顺义联合县第五区。1946年2月至1949年4月改划至东部顺义县第五区。1949年4月，铁路以东地区属顺义县第五区，铁路以西部分村庄属顺义县第十区。1956年撤区并乡，李家桥为中心乡，因驻地得名。1958年8月成立李家桥人民公社，同年经北京市委命名为“中波友好人民公社”，1961年划出21个生产大队，析置沿河人民公社，因驻地得名。1966年李家桥、沿河两公社合并称李家桥人民公社。1975年，复析置沿河人民公社，李家桥人民公社缩小为辖12个生产大队。1983年8月4日废公社建乡，李家桥、沿河两乡辖域和驻地未变。1990年2月28日李家桥改乡为镇。1998年顺义区撤乡并镇，将李桥镇、沿河乡合并，称李桥镇，辖31个行政村。
2009年起，国门商务区开始在李桥镇建设，这一功能区目前为北京临空经济核心区的一部分。2021年12月23日，北京中德产业园在李桥镇开园。

## 行政区划
李桥镇共辖4个社区、31个村委会，分别是：樱花园社区、馨港庄园社区、畅顺园社区、苏活社区、李家桥村、英各庄村、张辛村、临清村、南半壁店村、后桥村、庄子营村、洼子村、头二营村、三四营村、西树行村、西大坨村、北河村、沙浮村、王家场村、沿河村、芦各庄村、史庄村、吴庄村、永青村、郭庄村、南河村、北桃园村、南桃园村、安里村、苏庄村、官庄村、堡子村、沮沟村、北庄头村和南庄头村。